# Hexadécagone
Un hexadécagone (parfois appelé hexakaidécagone) est un polygone à 16 sommets, donc 16 côtés et 104 diagonales.
La somme des angles internes d'un hexadécagone non croisé vaut 2 520 degrés.
L'hexadécagone régulier est constructible.

## Nom
Le nom du polygone est formé à partir des préfixes hexa et déca. Hexa provient du grec ancien ἕξ (hex, six) et déca de δέκα (deca, dix). En grec ancien, seize se dit έκκαίδεκα (ekkaideka).

## Hexadécagone régulier
Un hexadécagone régulier est un hexadécagone dont les seize côtés ont la même longueur et dont les angles internes ont même mesure. Il y en a quatre : trois étoilés (les hexadécagrammes notés {16/3}, {16/5} et {16/7}) et un convexe (noté {16}). C'est de ce dernier qu'il s'agit lorsqu'on parle de « l'hexadécagone régulier ».

L'hexadécagone régulier convexe et ses angles remarquables.

Les trois hexadécagones réguliers étoilés
{16/3} (angle interne : 112,5°)
{16/5} (angle interne : 67,5°)
{16/7} (angle interne : 22,5°)

### Dimensions
Chaque angle interne de l'hexadécagone régulier mesure {\displaystyle {\frac {2\,520^{\circ }}{16}}=157{,}5^{\circ }} et chaque angle au centre, {\displaystyle {\frac {360^{\circ }}{16}}=22{,}5^{\circ }}.
Si chaque côté de l'hexadécagone mesure a :
- son rayon (c'est-à-dire le rayon de son cercle circonscrit) mesure

{\displaystyle {\frac {a}{2\sin \left({\frac {\pi }{16}}\right)}}={\frac {a}{2}}{\sqrt {8+4{\sqrt {2}}+2{\sqrt {20+14{\sqrt {2}}}}}}\simeq 2{,}563\,a} ;
- son apothème (c'est-à-dire le rayon de son cercle inscrit) mesure

{\displaystyle {\frac {a}{2\tan \left({\frac {\pi }{16}}\right)}}={\frac {a}{2}}\left(1+{\sqrt {2}}\right)\left(1+{\sqrt {4-2{\sqrt {2}}}}\right)\simeq 2{,}514\,a} ;
- son aire mesure

{\displaystyle {\frac {4a^{2}}{\tan \left({\frac {\pi }{16}}\right)}}=4\,a^{2}\left(1+{\sqrt {2}}\right)\left(1+{\sqrt {4-2{\sqrt {2}}}}\right)\simeq 20{,}109\;a^{2}} ;
- son périmètre mesure {\displaystyle 16\,a}.

### Propriétés
16 étant une puissance de 2, l'hexadécagone régulier est, d'après le théorème de Gauss-Wantzel, constructible à la règle et au compas.
Son groupe de symétrie est le groupe diédral D16. Son symbole de Schläfli est {16}.